# Turyngia
Turyngia (niem. Freistaat Thüringen – Wolny Kraj Turyngia) – jeden z 16 krajów związkowych Niemiec. Stolicą oraz największym miastem jest Erfurt.
Obszar Turyngii w latach 1949–1990 wchodził w skład Niemieckiej Republiki Demokratycznej. Została odtworzona jako kraj związkowy w 1990 roku po zjednoczeniu Niemiec.

## Geografia
Południe kraju związkowego od Eisenach do Sonneberg jest zdominowane przez górzyste pasma Lasu Turyńskiego (Großer Beerberg, 982 m n.p.m.) i Lasu Frankońskiego. Liczne rzeki, w tym największe: Soława (Saale), Werra, Unstruta (Unstrut). Obszar pagórkowaty pokrywają lasy liściaste i mieszane. Przez środkową Kotlinę Turyńską przebiega ze wschodu na zachód główna arteria komunikacyjna przy której leżą miasta: Eisenach, Gotha, Erfurt, Weimar, Jena i Gera.
Turyngia graniczy z następującymi krajami związkowymi: Hesja, Bawaria, Saksonia, Saksonia-Anhalt, Dolna Saksonia.

## Historia
Od ok. 400 r. księstwo plemienne Turyngów, w 531 roku podbite przez Franków. W VIII wieku schrystianizowana. Od ok. 804 roku marchia w państwie Karola Wielkiego, następnie rozpadła się na liczne terytoria pozostające pod rządami dostojników duchownych i świeckich. Wschodnią część regionu, leżącą wówczas poza granicami Turyngii, w VIII w. zamieszkiwali Słowianie. W XI wieku Turyngia została zjednoczona pod władzą Ludowingów, od połowy XIII wieku stopniowo przechodziła pod zwierzchnictwo Wettynów. Od 1485 roku w większości stanowiły własność ernestyńskiej linii rodu, od XVI wieku podzieloną na kilka odrębnych księstw saskich. Środkowy pas dzisiejszej Turyngii był częścią Elektoratu Saksonii, a w latach 1697–1763 znajdował się pod panowaniem królów Polski Augusta II Mocnego i Augusta III Sasa. Pamiątką po unii są pocztowe słupy dystansowe w miastach Auma-Weidatal i Neustadt an der Orla, ozdobione herbami Polski i Saksonii, królewskim monogramem i polską koroną królewską, oraz kamień milowy z królewskim monogramem w Bad Langensalza.

Podział polityczny obszaru dzisiejszej Turyngii w 1680 r.

W międzyczasie w regionie istniały także inne kraje, m.in.: Vogtland, obejmujący od XI w. do XVI w. wschodnie krańce regionu z miastami Gera i Weida, będący w XIV–XV w. protektoratem Królestwa Czech, hrabstwa Reuss i Schwarzburg, wolne miasta Mühlhausen i Nordhausen, a okolice Erfurtu pozostawały posiadłością Arcybiskupstwa Moguncji.
Ziemie Vogtlandu zostały z biegiem czasu rozdzielone pomiędzy Elektorat Saksonii oraz hrabstwo Reuss, z którego powstały księstwa Reuss linii starszej i linii młodszej. Hrabstwo Schwarzburg zostało podzielone w 1599 na hrabstwa Schwarzburg-Sondershausen i Schwarzburg-Rudolstadt, podniesione na przełomie XVII i XVIII w. do rangi księstw.
W okresie reformacji ośrodek protestancki.
W latach 1802–1803 Erfurt, Mühlhausen i Nordhausen zostały przyłączone do Królestwa Prus. W październiku 1806 obszar zmagań wojny IV koalicji antyfrancuskiej. 9 października Francuzi pokonali Prusaków w bitwie pod Schleiz. 10 października zwyciężyli w bitwie pod Saalfeld, a 14 października odnieśli zwycięstwo w wielkiej bitwie pod Jeną-Auerstedt. 16 października garnizon pruski dowodzony przez przyszłego króla Holandii Wilhelma I poddał Erfurt Francuzom. W 1807 miasto zostało stolicą Księstwa Erfurtu, z kolei Mühlhausen i Nordhausen zostały częścią Królestwa Westfalii. Oba kraje podlegały Francji. W 1815 ponownie włączone do Prus wraz z zachodnimi ziemiami Saksonii, stanowiły południową część prowincji Saksonia. Prowincja oraz księstwa Wettynów, Reussów i Schwarzburgów ostatecznie zostały włączone w 1871 r. do Niemiec.

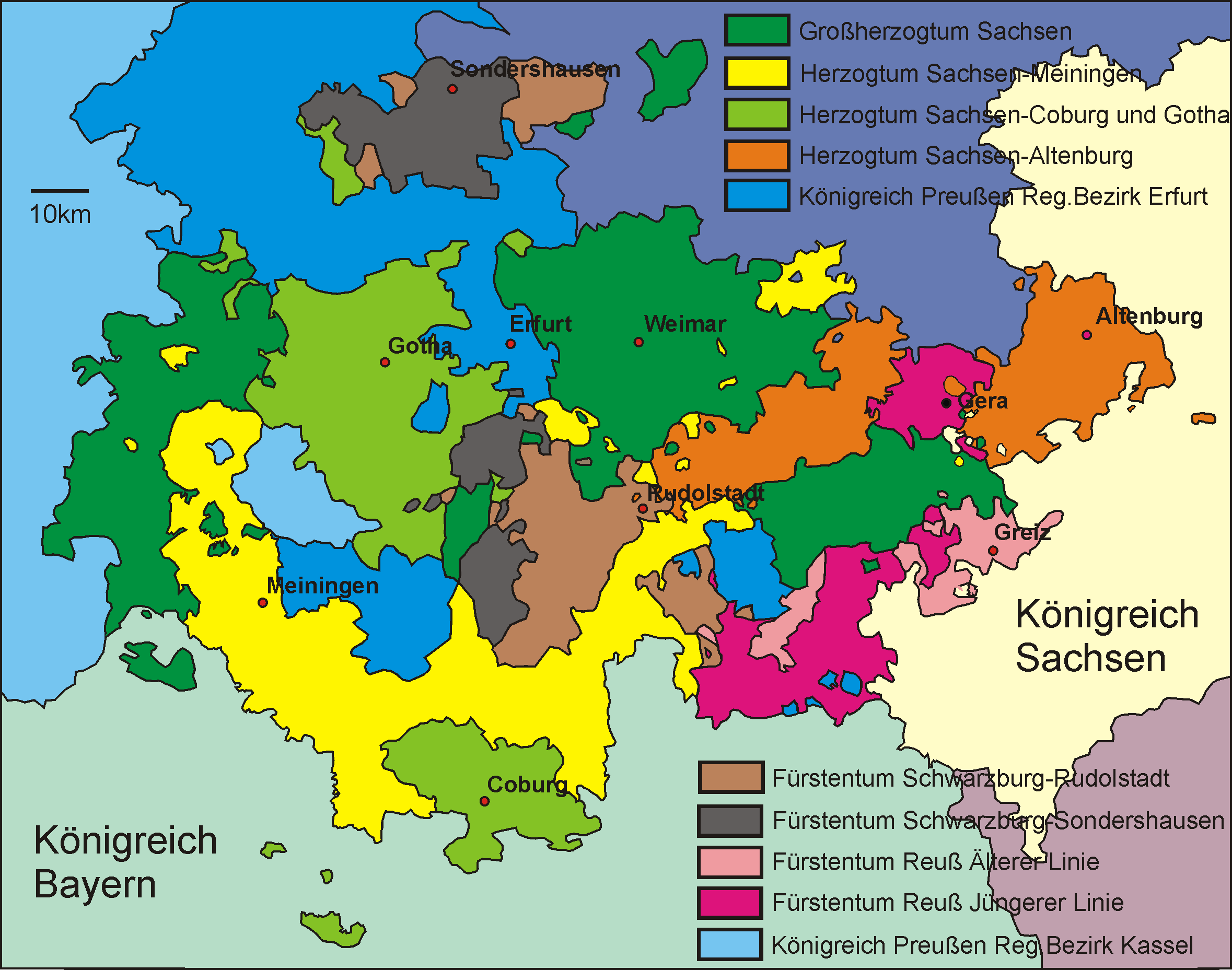
Podział polityczny obszaru dzisiejszej Turyngii w 1910

25 marca 1919 przedstawiciele landtagów dotychczasowych ośmiu księstw saskich uzgodnili połączenie się w jeden kraj związkowy. Powstał on ostatecznie w 1920 roku na mocy decyzji rządu Rzeszy (RGBl. 1920, I, s. 841), obejmując terytoria dawnych księstw (z wyjątkiem Coburga, przyłączonego do Bawarii na mocy postanowień plebiscytu z 30 X 1919 oraz pozostającego w Prusach Księstwa Erfurtu). Ponieważ stosunki majątkowe rodów książęcych zdetronizowanych w 1918 nie doczekały się regulacji ustawowej (20 czerwca 1926 upadł wniosek o wywłaszczenie bez odszkodowania), rząd krajowy Turyngii zmuszony był do negocjacji z przedstawicielami 7 dawnych domów panujących, nie osiągając jednak porozumienia do 1933 roku. W obliczu konieczności pokrycia deficytu budżetowego naziści, którzy w tym roku objęli tam rządy, uznali te roszczenia za niebyłe.
W 1945 roku stolicę Turyngii przeniesiono z Weimaru do Erfurtu. Po II wojnie światowej od 1949 roku w granicach NRD. W 1952 roku podzielona na trzy okręgi (Bezirke): Erfurt, Suhl i Gera.
Od 1990 roku kraj związkowy w zjednoczonych Niemczech.

## Demografia
| Rok  | Ogółem    | Mężczyźni | Kobiety   | Gęstość os./km² |
| ---- | --------- | --------- | --------- | --------------- |
| 1950 | 2 932 242 | 1 302 055 | 1 630 187 |                 |
| 1960 | 2 737 865 | 1 237 121 | 1 500 744 | 169             |
| 1970 | 2 759 084 | 1 279 965 | 1 479 119 | 170             |
| 1980 | 2 730 368 | 1 286 813 | 1 443 555 | 168             |
| 1990 | 2 611 319 | 1 246 387 | 1 364 932 | 161             |
| 2000 | 2 431 255 | 1 189 951 | 1 241 304 | 150             |
| 2010 | 2 235 025 | 1 103 693 | 1 131 332 | 138             |
| 2020 | 2 120 237 | 1 049 212 | 1 071 025 | 131             |

Źródło:

## Gospodarka
Region przemysłowo-rolniczy. Eksploatacja złóż gazu ziemnego, soli potasowych i rud żelaza. Rozwinięty przemysł maszynowy, elektrotechniczny, elektroniczny, środków transportu, chemiczny, włókienniczy, precyzyjny, poligraficzny, szklarski i spożywczy. Hutnictwo żelaza. Uprawa pszenicy, jęczmienia, ziemniaków, buraków cukrowych i warzyw. Hodowla bydła, trzody chlewnej i owiec. Rozwinięta turystyka. Liczne ośrodki wypoczynkowe, sportów zimowych (m.in. Oberhof) i uzdrowiska klimatyczne (Bad Salzungen, Wurzbach).

## Polityka

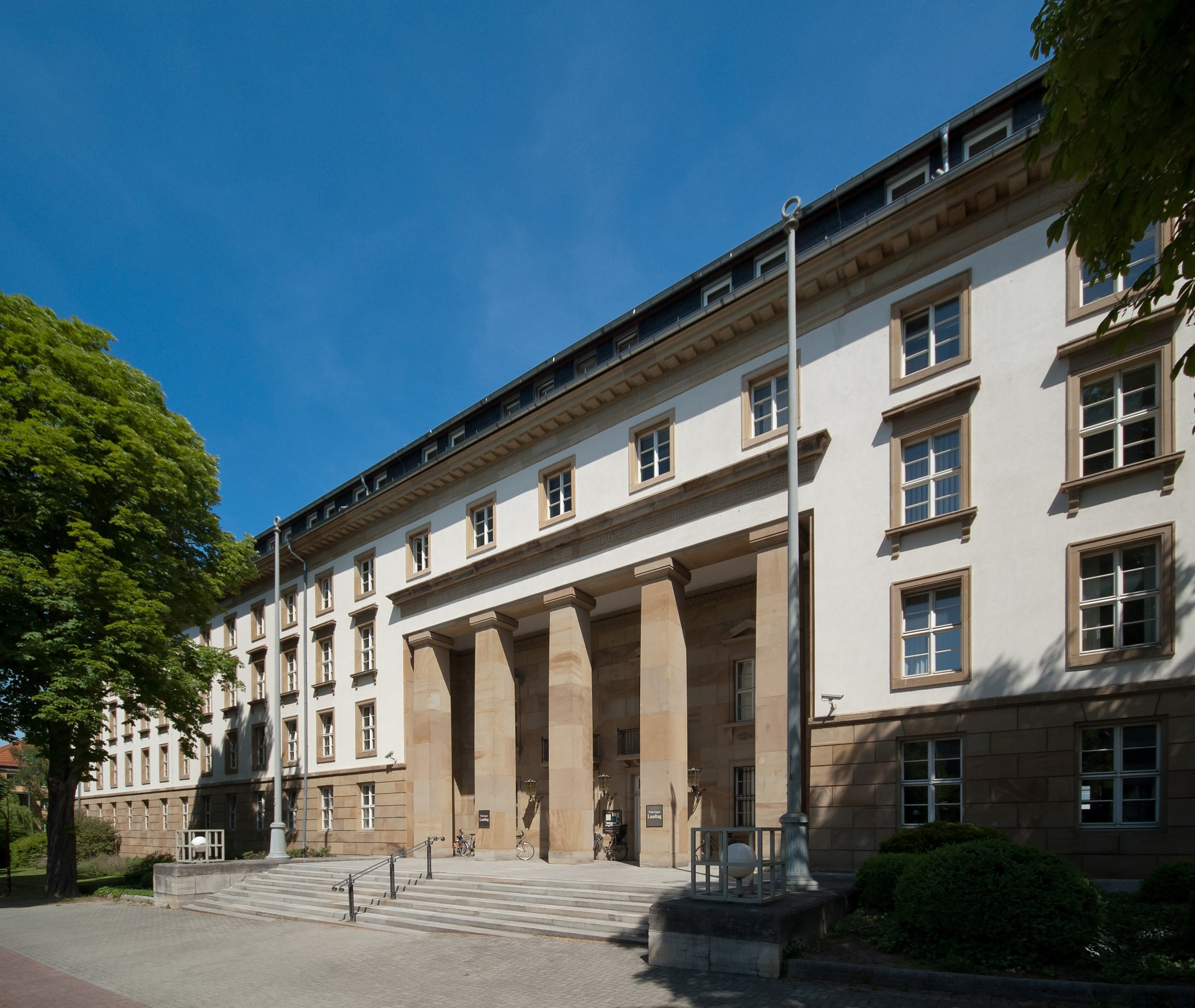
Landtag Turyngii

W Turyngii od 1990 roku, czyli od zjednoczenia Niemiec, rządzili chadecy z CDU. Jednak 5 grudnia 2014 landtag na nowego premiera wybrał Bodona Ramelowa z postkomunistycznej partii Die Linke, która utworzyła koalicję z SPD oraz Zielonymi. Ramelow zastąpił dotychczasowego premiera, którym była Christine Lieberknecht (CDU). Był to pierwszy przypadek objęcia władzy w landzie przez postkomunistów.
Podział głosów w kadencji 2009–2014
Koalicja rządząca: CDU/SPD
Dzień wyborów: 30 sierpnia 2009
Premier: Christine Lieberknecht (CDU)
- CDU – 30
- SPD – 19
- FDP – 7
- Partia Zielonych – 6
- Linke – 26

Podział głosów w kadencji 2014–2019
Koalicja rządząca: Die Linke, SPD oraz Zieloni
Dzień wyborów: 14 września 2014
Premier: Bodo Ramelow (Die Linke)
- CDU – 33,5 proc.
- Die Linke – 28,2 proc.
- SPD – 12,4 proc.
- Alternatywa dla Niemiec – 10,6 proc.
- Partia Zielonych – 5,7 proc.

## Podział administracyjny

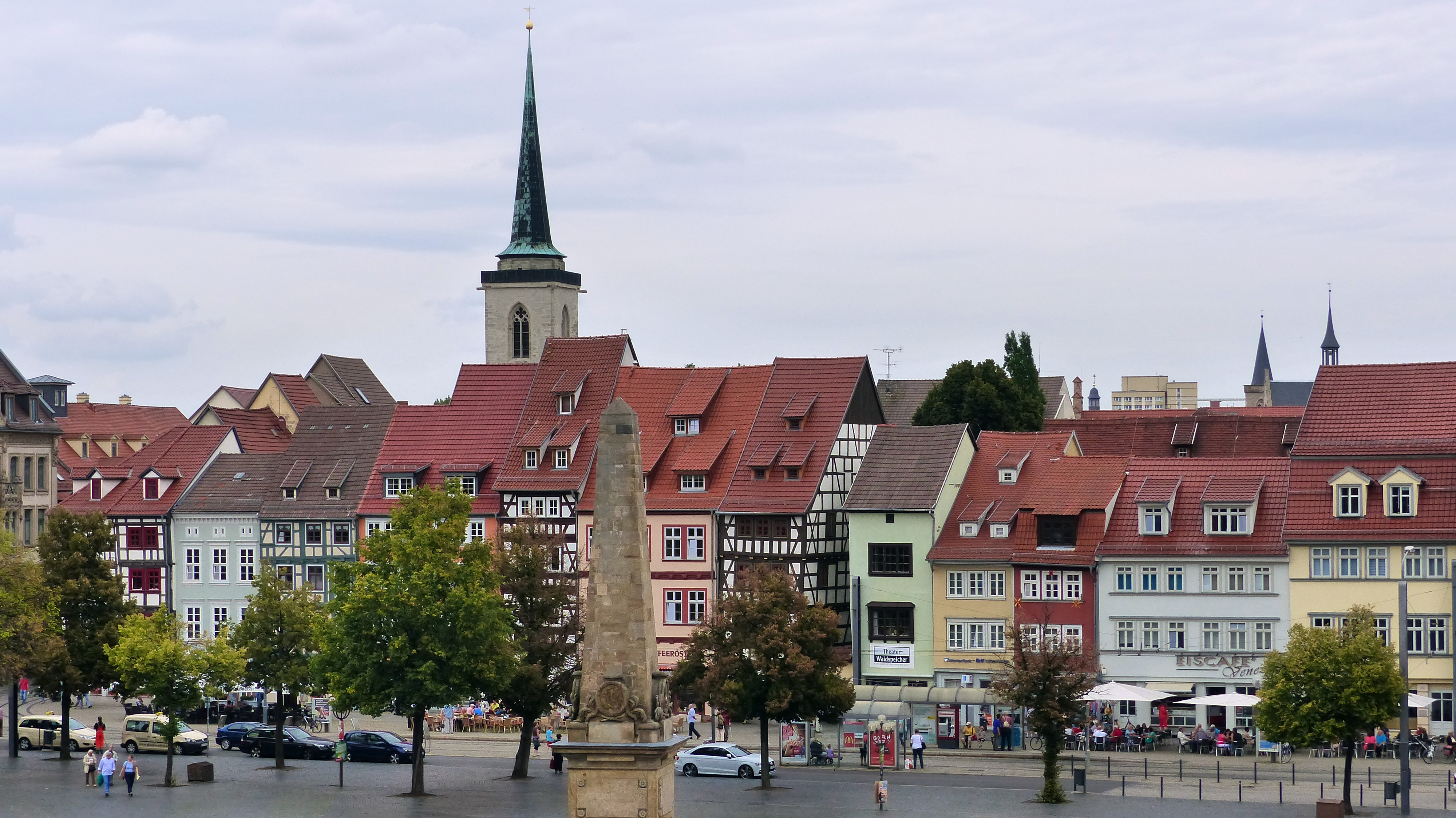
Erfurt

Kraj związkowy dzieli się na powiaty ziemskie (Landkreis), których jest 17 oraz na pięć miast na prawach powiatu. Litery w nawiasach oznaczają skrót na tablicach rejestracyjnych pojazdów.

### Miasta na prawach powiatu

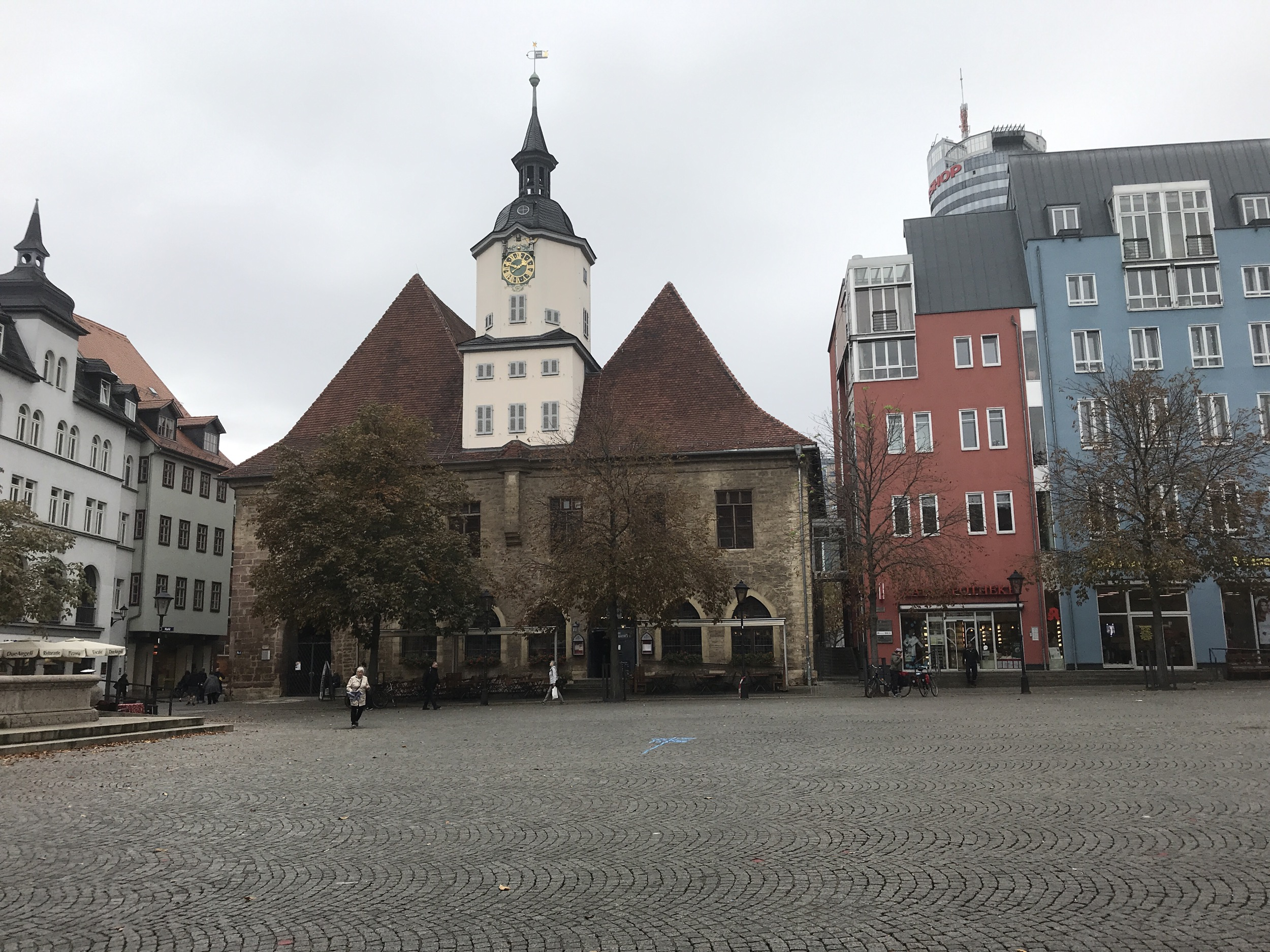
Jena

1. Erfurt (EF)
2. Jena (J)
3. Gera (G)
4. Weimar (WE)
5. Suhl (SHL)

### Powiaty ziemskie

Powiaty Turyngii

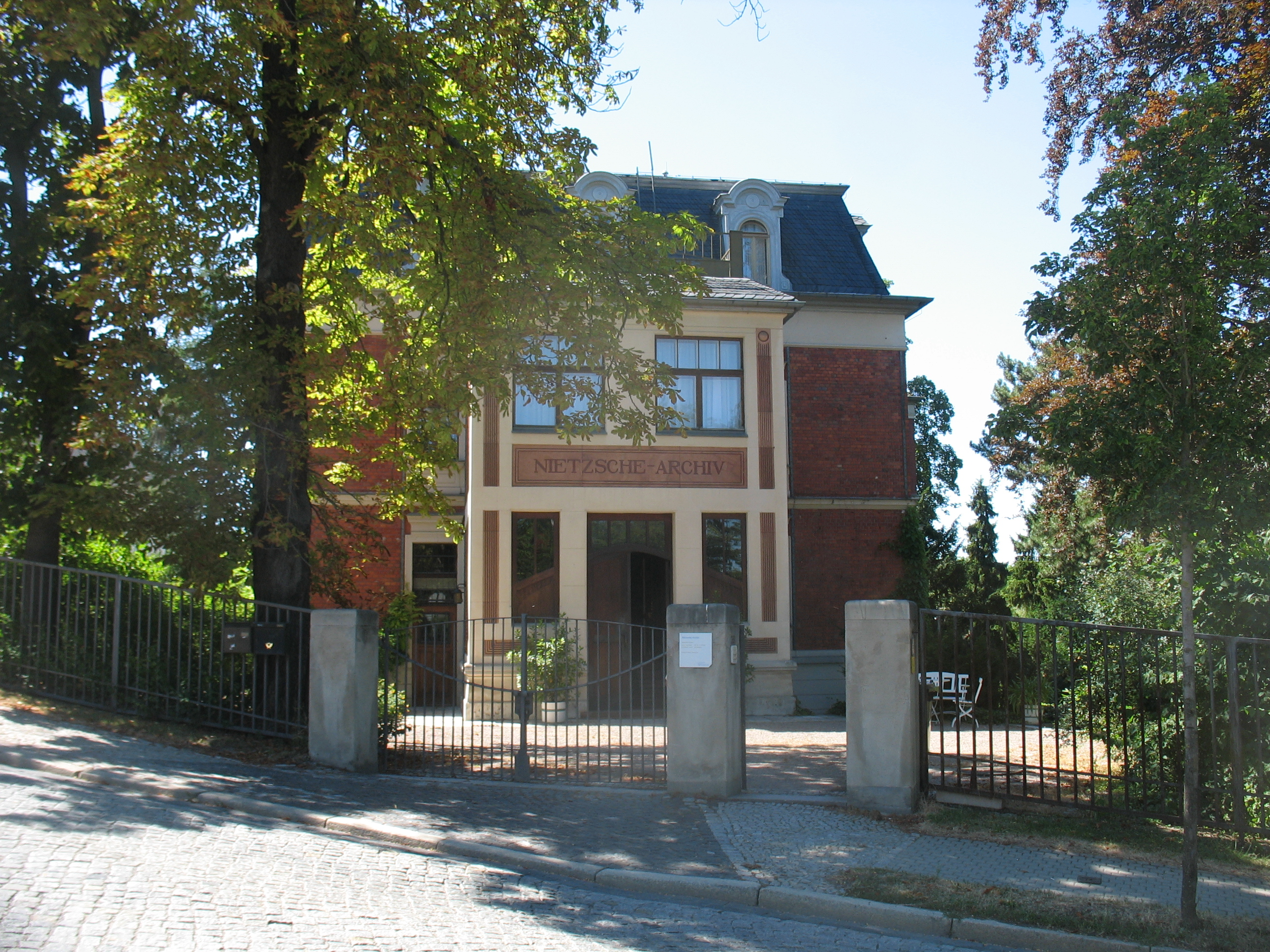
Archiwum Nietzschego w Weimarze

1. powiat Altenburger Land (ABG)
2. powiat Eichsfeld (EIC)
3. powiat Gotha (GTH)
4. powiat Greiz (GRZ)
5. powiat Hildburghausen (HBN)
6. powiat Ilm (IK)
7. powiat Kyffhäuser (KYF)
8. powiat Nordhausen (NDH)
9. powiat Saale-Holzland (SHK)
10. powiat Saale-Orla (SOK)
11. powiat Saalfeld-Rudolstadt (SLF oraz RU)
12. powiat Schmalkalden-Meiningen (SM)
13. powiat Sömmerda (SÖM)
14. powiat Sonneberg (SON)
15. powiat Unstrut-Hainich (UH)
16. powiat Wartburg (WAK)
17. Landkreis Weimarer Land (AP)